# Parcs territoriaux du Yukon

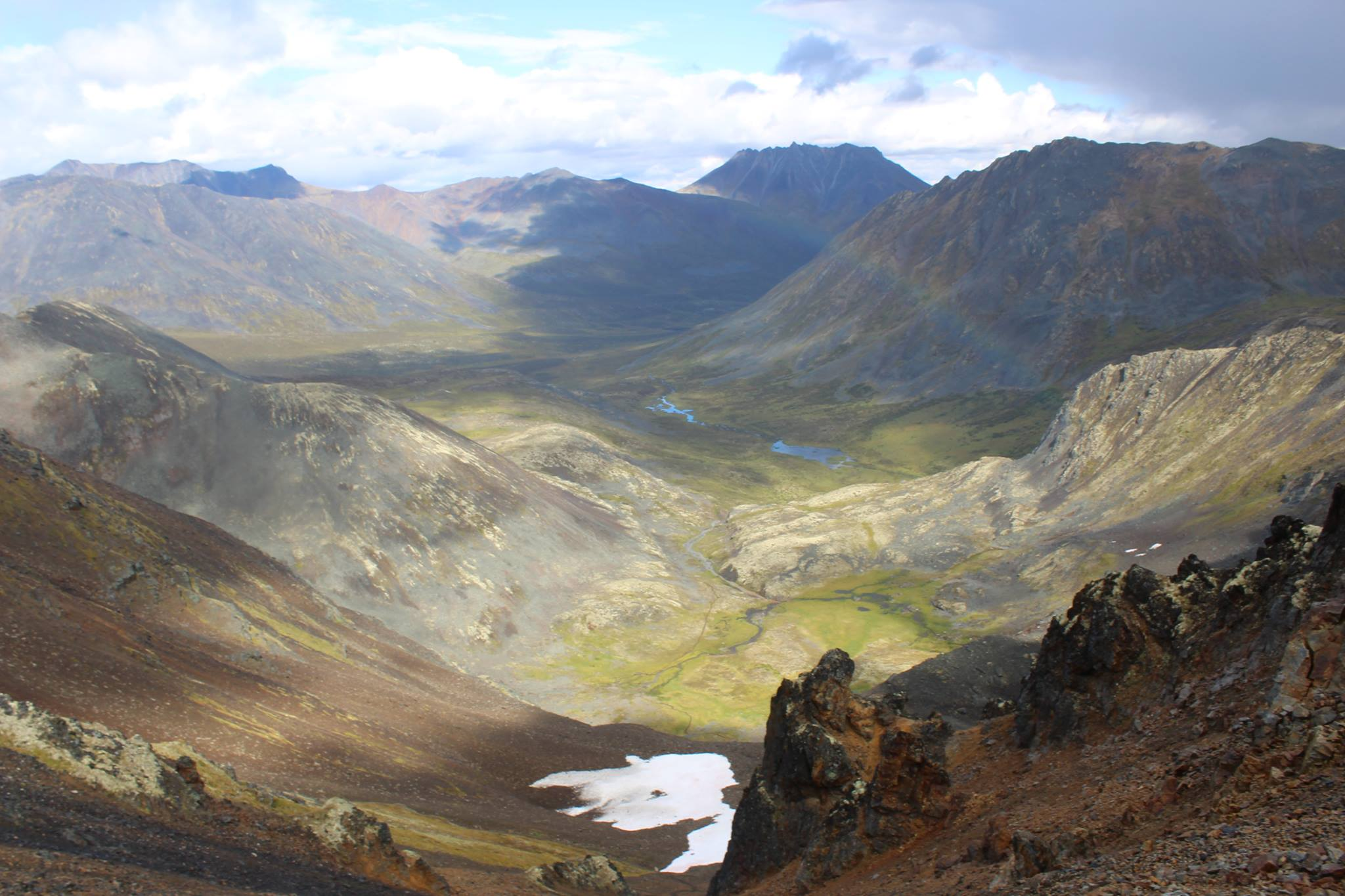
La Glissade Pass, dans le parc territorial Tombstone.

Les parcs territoriaux du Yukon constituent des aires protégées par le gouvernement territorial du Yukon dans l'optique de veiller à la « protection de l'environnement, du patrimoine culturel et des traditions des Premières Nations du territoire et des Inuvialuit ». Ils visent également la protection de vastes paysages de manière à préserver les écosystèmes et permettent la réalisation d'activités récréatives.   
Au nombre de cinq, les parcs territoriaux du Yukon sont administrés par la direction des parcs du ministère de l'Environnement du territoire, bien que les Premières Nations et les Inuvialuit participent à la gestion de certains parcs. Une quarantaine d'autres lieux protégés viennent compléter le réseau des parcs territoriaux du territoire.   

## Réseau
Les parcs territoriaux du Yukon se subdivisent en quatre catégories, soit les parcs naturels, les parcs récréatifs, les réserves sauvages et les réserves écologiques. Ensemble, leur superficie s'étend sur 15 152 km2, représentant 3,1 % de la superficie totale du territoire. Ils forment un réseau de 57 parcs, parmi lesquels il convient de mentionner que 49 d'entre eux – les parcs récréatifs – constituent des terrains de camping ou des lieux de loisirs dont l'objectif n'est pas essentiellement la conservation et dont l'étendue est généralement limitée. 

## Liste
Le tableau suivant présente la liste des parcs territoriaux du Yukon, bien que certains d'entre eux ne bénéficient toujours pas du statut de parc territorial officiellement créé. Parmi ces derniers, des parcelles de terres dans leur territoire anticipé reçoivent un statut de conservation, sans que les parcs soient officiellement constitués au sens de la Loi sur les parcs et la désignation foncière. Les parcs Agay Mene, Asi Keyi et Dàadzàii Vàn sont dans cette situation,,. Les cinq autres parcs sont donc opérationnels, bien que leur niveau d'accessibilité demeure variable.  
En plus des parcs, le territoire du Yukon abrite 12 zones protégées, dont l'usage ne vise pas nécessairement une accessibilité au public.   
| Parc territorial              | Superficie (km2) | Année de création |
| ----------------------------- | ---------------- | ----------------- |
| Agay Mene                     | 725,46           | 2006              |
| Asi Keyi                      | 2 984,09         | 2004              |
| Coal River Springs            | 16,02            | 1991              |
| Dàadzàii Vàn                  | 1 525            | 2014              |
| Fishing Branch–Ni'iinlii'njik | 6 503,65         | 1995              |
| Île-Herschel–Qikiqtaruk       | 112,87           | 1984              |
| Kusawa                        | 3 082,10         | 2005              |
| Tombstone                     | 2113,10          | 1998              |